# Sidney Myer
Sidney Myer, né Simcha Myer Baevski - Симха Майер Баевский le 8 février 1878 et mort le 5 septembre 1934, est un homme d'affaires et philanthrope australien d'origine biélorusse, surtout connu pour avoir fondé Myer, la plus grande chaîne de grands magasins d'Australie.

## Jeunesse
Sidney Myer nait à Krytchaw, dans le gouvernement de Moguilev, dans l'Empire russe (à l'intérieur de la zone de résidence, l'actuelle Biélorussie). Il est le plus jeune des onze enfants d'Ezekiel Baevski, un érudit hébreu, et de sa femme, Koona Dubrusha (née Shur). Il fait ses études à l'école élémentaire juive de Krytchaw, puis gère l'entreprise de draperie de sa mère. Il émigre à Melbourne en août 1899 avec très peu d'argent et peu de connaissances en anglais pour rejoindre son frère aîné, Elcon Myer (1875-1938), qui a quitté la Russie deux ans plus tôt.

## Carrière
Sidney et Elcon Myer travaillent tous deux chez Slutzkin, un commerce de sous-vêtements situé à Melbourne. Ils ouvrent plus tard un petit magasin de draperie à Bendigo. Ce commerce s'avérant assez prospère, Sidney Myer emmène ses marchandises, bas, dentelles, etc., de porte en porte et, bien que connaissant peu l'anglais, vend ses articles. Il achète ensuite un chariot et parcourt les villes de campagne. L'entreprise, toujours à Bendigo, prospère et emploie 60 personnes. En 1908, Sidney Myer rachète Craig Williamson Pty Ltd, la principale entreprise de draperie de la région et voit le profit de sa firme exploser.
En 1911, il achète l'entreprise de drap Wright and Neil à Melbourne, et s'associe avec l'ancien patron des lieux Lee Neil (en). Un nouveau bâtiment, haut de huit étages et s'inspirant de l'Emporium de San Francisco (en), est achevé et ouvert en 1914. Il porte le nom de Myer Emporium.
Avec la Première Guerre mondiale qui éclate, bien qu'ayant ouvert une succursale à Londres qui lui permet d'importer des vêtements, Sidney se rend compte qu'il est nécessaire de fabriquer sur place. Des usines de vêtements sont construites en 1915 et les usines de laine Doveton de Ballarat sont achetées en 1918.
Fin 1917, il fonde officiellement Myer's Pty Ltd. et en devient le directeur avec Lee Neil.
Le Myer Emporium ne fait que s'étendre et prospérer. En 1920, plus de 200 rayons sont présents.
Sidney Myer a un sens des affaires et anticipe l'effondrement des prix à l'importation. Il dépense la moitié de sa fortune, 500 000 £, pour se réapprovisionner avec des importations moins chères et sortir de la crise.
De 1922 à 1925, les affaires sont florissantes et les draperies voisines Robertson & Moffatt et Stephens & Sons sont rachetées et un nouveau bâtiment de onze étages est construit et ouvre en 1926. Pour le financer, Myer Emporium Ltd est créé en 1925 et cotée à la Bourse de Melbourne.
En 1928, le grand magasin de James Marshall & Co. d'Adélaïde est repris et The Myer Emporium (S.A.) Ltd est fondée. Son neveu, Norman Myer (en) rejoint Sidney à la direction. La société emploie alors 5 300 personnes, avec une aide médicale et infirmière pour le personnel, et des maisons de vacances pour eux au bord de la mer et dans les Monts Dandenong.
Un bâtiment séparé est construit en 1928, et les entreprises T. Webb and Sons, importateurs de porcelaine, et W. H. Rocke and Company, fabricants de meubles sont achetées et transférées dans le bâtiment de Bourke Street.
Certains amis et associés de Myer craignent que l'entreprise ne se développe trop rapidement, mais elle est dans un état de prospérité et se remet rapidement des effets de la Grande Dépression. Myer meurt soudainement d'une crise cardiaque le 5 septembre 1934, à l'âge de 56 ans.

## Philanthropie
Sidney Myer s'est toujours intéressé au bien-être de ses employés. Outre la possibilité pour eux d'avoir des parts de l'entreprise, les cadres reçoivent des jours de congés payés, une caisse de maladie est instituée, des maisons de vacances sont créées et un hôpital gratuit élaboré est installé dans le magasin.
Violoniste aimant la musique, Sidney Myer crée en 1929 des concerts gratuits en plein air avec le Melbourne Symphony Orchestra, qui étaient toujours bien suivis par les habitants de Melbourne.
Il finance également en partie l'aventure transpacifique de Charles Kingsford Smith et Charles Ulm en 1928.
Il s'engage également dans la gestion du Hôpital Royal de Melbourne (en) en contribuant au niveau de la gestion de ce dernier. Il fait de nombreux dons pour des soins de santé ou pour des associations liées au bien-être des enfants.
Au cours de la Grande Dépression des années 30, Sydney Myer ressent la responsabilité de contribuer à la communauté qui l'a aidé à atteindre le succès commercial et la fortune personnelle. Plutôt que de mettre fin à l'emploi des travailleurs de son grand magasin, tous les employés, y compris lui-même, voient leurs salaires réduits. Il finance personnellement des actions de secours à hauteur de 22 000 £, afin de créer des opportunités d'emploi. Pour les chômeurs à Noël, il finance un dîner de Noël pour 10 000 personnes au Palais royal des expositions, avec un cadeau pour chaque enfant.

## Héritage
Le testament de Sidney Myer est prouvé à 922 000 £. Quelque 100 000 personnes assistent à ses funérailles. Un dixième de sa succession sert à créer le Sidney Myer Charitable Trust, aujourd'hui connu sous le nom de Sidney Myer Fund, afin de poursuivre la tradition de philanthropie entamée par son fondateur. Le financement philanthropique le plus célèbre est la construction du Sidney Myer Music Bowl dans le Kings Domain de Melbourne en 1958, qui est nommé en son honneur,,.

## Vie privée et descendance
Le 8 mars 1905, Sidney Myer épouse Hannah Nance Flegeltaub (1868-1963), une cousine de Travers Vale. Ils n'ont pas d'enfants, mais en 1911, il devient le tuteur de son neveu, Norman Myer (en),. Au milieu de l'année 1919, il se rend aux États-Unis pour étudier le commerce de détail. Pendant son séjour, il divorce d'Hannah à Reno, bien que le divorce ne soit pas reconnu par la loi australienne[réf. nécessaire].
Pendant son séjour dans le Nevada, Myer se convertit également au christianisme. Cependant, comme le note Darrel Paproth, c'est aussi « l'aboutissement du témoignage que Lee Neil lui avait rendu au fil des années de leur amitié et de leur travail commun ».
Le 8 janvier 1920, Sidney Myer épouse (Margery) Merlyn Baillieu (plus tard Dame Merlyn Myer (en)), le jour de son 20e anniversaire. Ils ont eu deux filles et deux fils : Kenneth (en) AC (1er mars 1921 - 30 juillet 1992), Neilma (7 novembre 1922 - 15 juin 2015, plus tard Neilma Gantner (en)), Sidney Baillieu Myer AC (né le 11 janvier 1926), et Marigold Merlyn Baillieu Myer (Lady Marigold Southey (en) AC) (née le 2 mai 1928). Merlyn se rend à San Francisco pour la naissance de chacun de ses quatre enfants afin de s'assurer qu'ils soient considérés comme légitimes.
Les Myer retournent en Australie en 1929. Ken Myer, philanthrope, est l'un des principaux instigateurs du Victorian Arts Centre, président de l'Australian Broadcasting Corporation, et se voit proposer le poste de gouverneur général d'Australie, qu'il refuse. Ken Myer et son frère Baillieu créent la Fondation Myer (en) en 1959. Sidney Baillieu Myer épouse Sarah June Hordern (née en 1935) de la famille de détaillants Horden (en) le 15 décembre 1955, liant ainsi deux des familles les plus riches d'Australie. Sidney Baillieu Myer et Sarah Hordern ont trois enfants : Sid Myer, Rupert Myer et Samantha Myer.
L'une des petites-filles de Sidney Myer, Joanna Baevski (la fille unique de Kenneth et Prue (née Boyd) Myer) est directrice de la Fondation Myer. Elle est vice-présidente du Governance Committee, et membre du Social Justice Committee, du Water Committee et du Environment Grant Making Committee. Elle représente la Fondation Myer en tant que membre du conseil de l'organisation Our Community, et est membre du conseil d'administration d'Australians for Just Refugee Programs. Membre de Philanthropy Australia, Joanna Baevski soutient également le Victorian Women's Trust.

## Sépulture
La tombe de Sidney Myer, une sépulture destinée à recevoir des urnes funéraires, se trouve dans le cimetière public de Box Hill (en) à Melbourne. Sont également enterrés dans la tombe Merlyn Myer, ainsi que Ken Myer et sa femme, Yasuko, qui ont péri ensemble dans un accident d'avion léger en Alaska en 1992. La tombe est inscrite au Victorian Heritage Register (en).

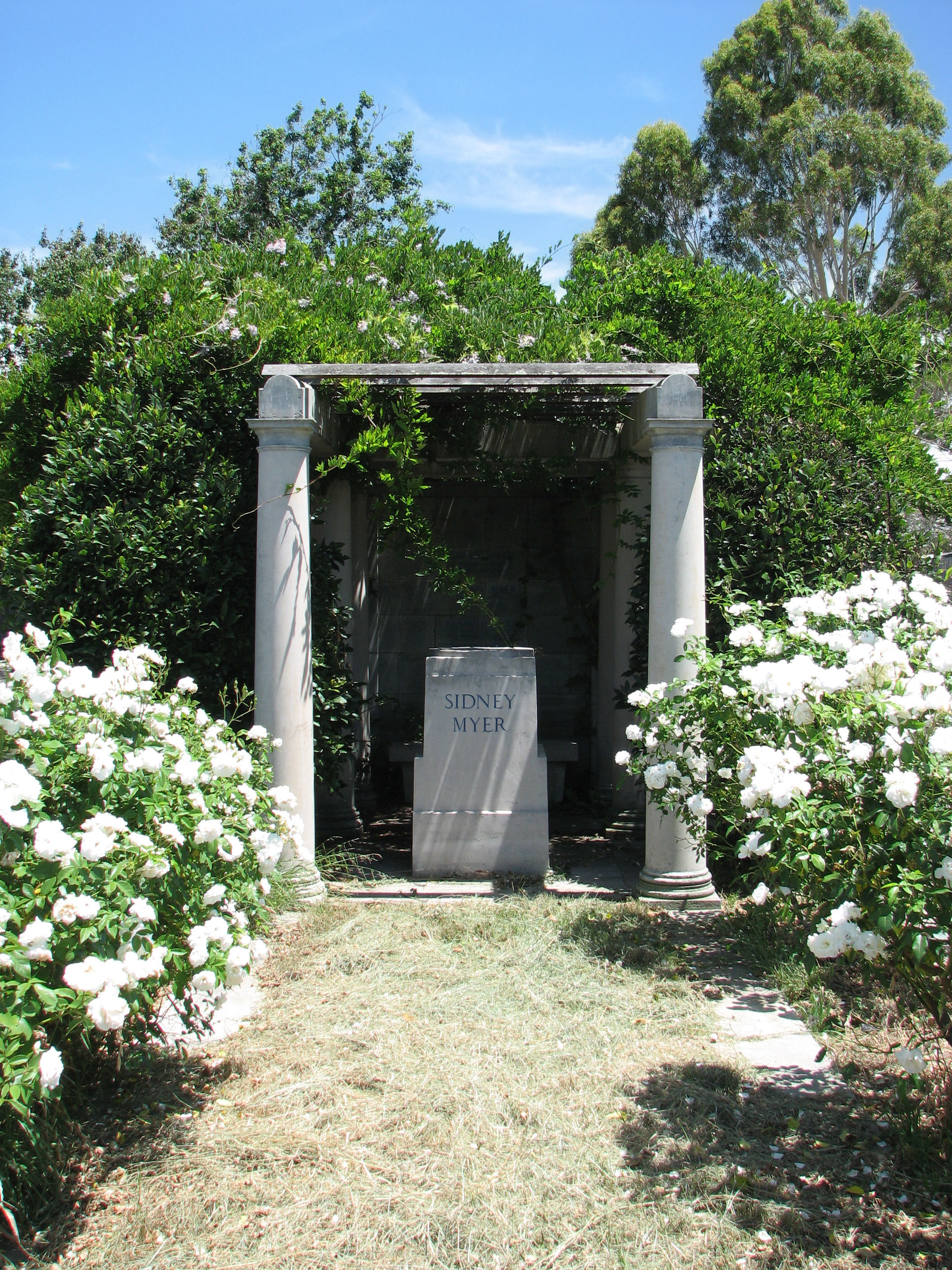
Vue frontale de la tombe de Sidney Myer.
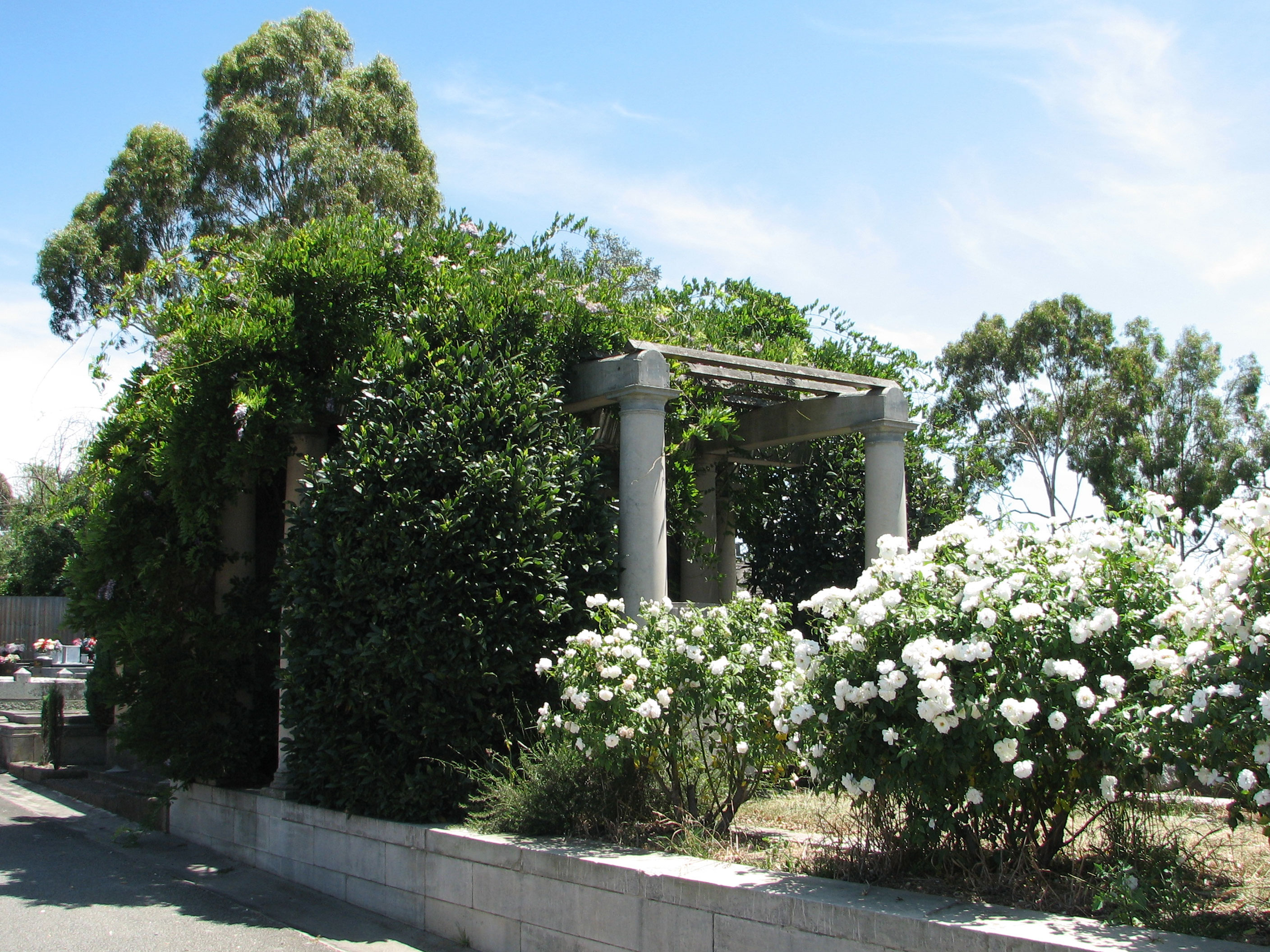
Vue latérale de la tombe de Sidney Myer.
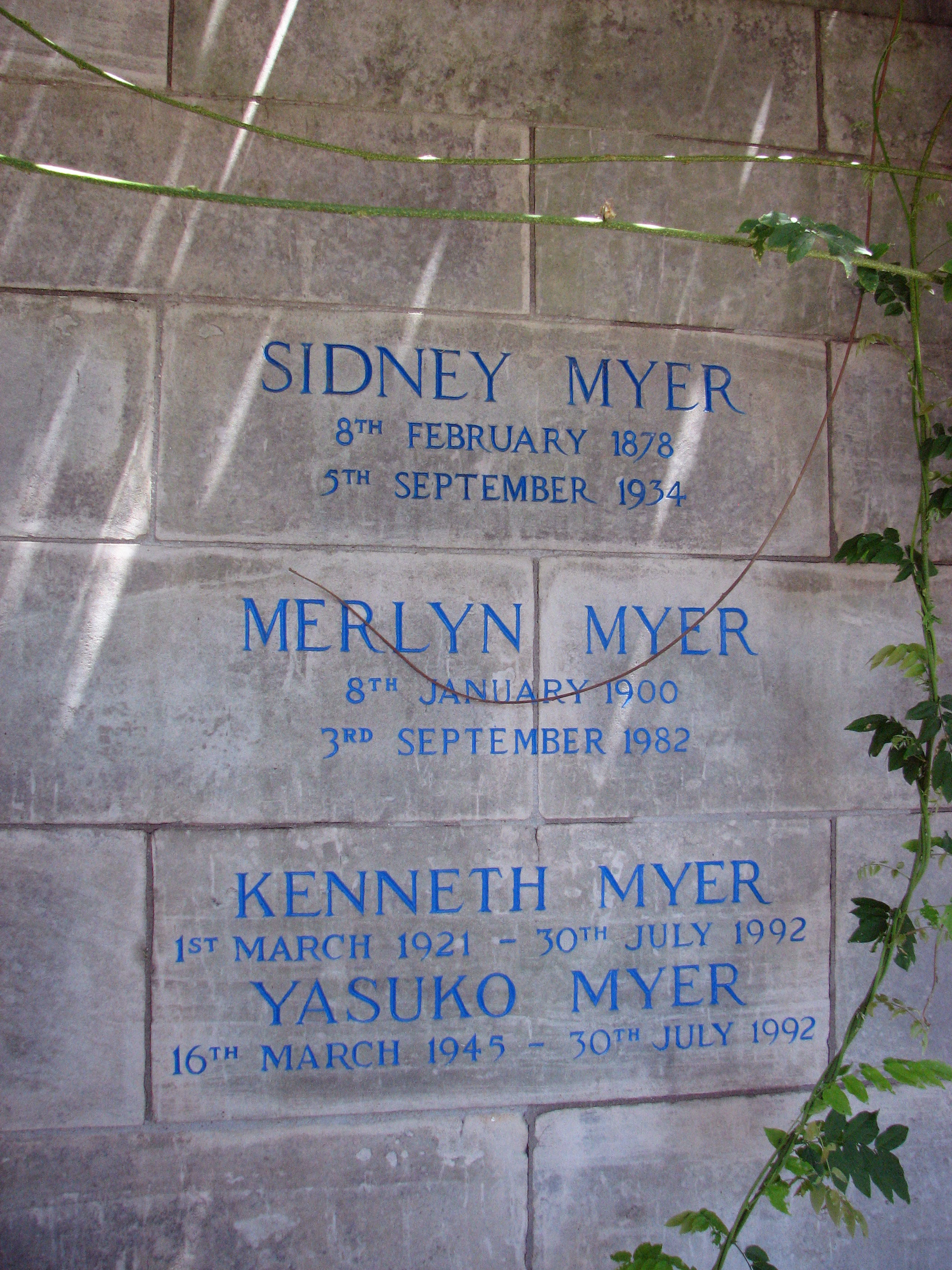
Inscription sur la tombe de Sidney Myer.